# Reina Gran Talla
Reina Gran Talla fou un certamen de moda i bellesa amb objectiu de promocionar la normalització de talles. Fou creat el 1993 pels periodistes Inés Fernández Bello i Josep Maria Romaguera.

## Reines
- 2006: Janire Ibarra[4][5][6]
- 2005: Laura Grau[7]
- 2004: Jacqueline Jones[8]
- 2003: Matilde Anglada (Lídia Aguilera: Premi a la simpatia[9])
- 2002: Sílvia Company[1]
- 2001: Matilde Anglada[10]